# Mindbender (Galaxyland)
Mindbender was een stalen indoorachtbaan in de West Edmonton Mall in het Canadese Edmonton (Alberta).

## Algemene informatie
Mindbender werd ontworpen door Werner Stengel, gebouwd door het Duitse bedrijf Anton Schwarzkopf en opende in 1985. Het ontwerp met veel gedraaide afdalingen en drie loopings is geïnspireerd op een oudere Schwarzkopfachtbaan Dreier Looping. Mindbender is een gespiegelde en licht vergrote versie van Dreier Looping met aan het einde een extra helix en kortere achtbaantreinen.
De achtbaan draaide voor het laatst in juli 2021. Op 30 januari 2023 maakte de mall bekend dat Mindbender afgebroken zou worden om ruimte te maken voor toekomstige ontwikkelingen.

## Ongeval
Op de avond van 14 juni 1986 overleden drie bezoekers en raakte een bezoeker zwaargewond bij een ongeluk met de Mindbender. Het draaistel van de achterste wagon van de achtbaantrein liet los waarna de achterste wagon van de trein heen en weer werd geslingerd en over de rails sleepte. De veiligheidsbeugel kwam los en een passagier werd uit de trein gegooid. Vervolgens haalde de trein de derde looping niet meer, bij het terugrollen werd de achterste wagon tegen een betonnen paal geslagen.

### Oorzaak
De fouten die tot het uiteindelijke ongeluk geleid hebben zijn zowel door de leverancier als Galaxyland (toen Fantasyland genaamd) gemaakt. Doordat de Duitstalige onderhoudshandleiding niet was vertaald zijn door het toenmalige Fantasyland slechts visuele inspecties uitgevoerd terwijl de treinen regelmatig rigoureuzer gecontroleerd hadden moeten worden op bijvoorbeeld lage boutspanning. Verder heeft Fantasyland verzuimd een TÜV-inspectie te laten doen. De fabrikant had verkeerde onderdelen gebruikt om kosten te besparen na het vertrek van Anton Schwarzkopf bij zijn bedrijf na het faillissement. Het doorgestarte Schwarzkopf liet hem niet meer toe op het terrein om de achtbaan te inspecteren.

### Aanpassingen
Na zeven maanden werd de achtbaan heropend met een hernieuwd en uniek treinontwerp. Iedere wagon heeft sindsdien twee draaistellen en de treinen zijn verkort van 4 wagons tot 3 wagons. Ook is een terugrolbeveiliging aangebracht op de wagon en zijn extra veiligheidsbeugels gemonteerd. Naast een schootbeugel zijn er nu ook gordels en schouderbeugels geplaatst in bij iedere zitplaats. Ook is het aantal preventieve inspecties verhoogd en het onderhoud geïntensiveerd. Na de verbeteringen heeft Mindbender geen grote problemen meer gehad.

## Technische gegevens
- Maximale hoogte: 44,2 m
- Eerste afdaling: 38,7 m
- Maximale snelheid: 96,6 km/u
- Inversies: 3 loopings
- Treinen: 3 wagons per trein met 2 rijen van 2 personen per wagon; totaal 12 personen per trein
- Optakeling: wieloptakeling gekoppeld met cardanassen